# Тищенко, Иван Александрович (химик)
Иван Александрович Тищенко (26 декабря 1881  [7 января 1882], Александрия, Херсонская губерния — 26 марта 1941) — российский химик-технолог, один из организаторов советской сахарной промышленности, профессор (1913). Ректор (1922—1929) Московского химико-технологического института имени Д. И. Менделеева (МХТИ). Директор Центрального института сахара (в 1927—1930). Автор фундаментальной монографии «Общий метод расчёта многокорпусных выпарных аппаратов» (1923). Руководил полевыми опытами посева сахарной свёклы одноростковыми семенами. Репрессирован, реабилитирован посмертно.

## Биография
Родился 26 декабря 1881 (7 января 1882) года в Александрии, Херсонская губерния. Был младшим ребёнком в семье пристава 2-го стана Александрийского уезда Херсонской губернии, коллежского секретаря Александра Дмитриевича Тищенко.
В 1900 году окончил Херсонское реальное училище и поступил на химическое отделение Московского технического училища. В 1902 году был арестован за участие в студенческих волнениях и на год исключён из училища. В феврале 1907 года окончил химическое отделение училища со званием инженера-технолога, выполнив под руководством профессора Л. А. Чугаева дипломную работу на тему «Производные метилглиоксима». В 1905—1908 гг. работал старшим химиком на московском Даниловском сахарорафинадном заводе.
В 1908—1909 гг. по направлению Министерства народного просвещения совершенствовал образование за границей: в Институте сахарной промышленности в Берлине и в Гёттингенском университете.
С 1910 года (по 1916) состоял преподавателем товароведения в Московском коммерческом институте и, одновременно, с 1911 года был преподавателем кафедры технологии питательных веществ в Московском техническом училище, где в 1912 году организовал и возглавил кафедру «Процессы и аппараты химической технологии»; с 1913 года — адъюнкт-профессор, с 1915 — ординарный профессор кафедры сахарного производства. В 1918 году временно отошёл от научной деятельности в связи с назначением председателем Главсахара ВСНХ; участвовал (вместе с Л. Я Карповым) в подготовке декрета о национализации сахарной промышленности.
В 1921/1922 учебном году несколько месяцев занимал должность ректора МВТУ. С 1922 года был одновременно, профессором кафедры сахарного производства МВТУ и ректором МХТИ им. Д. И. Менделеева, где в 1924 году организовал при кафедре сахарной промышленности (заведующий кафедрой П. В. Головин) опытный сахарный завод и музей сахарной промышленности и был инициатором создания механического факультета для подготовки специалистов по химической аппаратуре. В 1927—1934 годах принимал участие в составлении «Технической энциклопедии» в 26-и томах под редакцией Л. К. Мартенса, автор статей по тематике «химия углеводов».
Не оставляя профессорства и ректорства в период 1927—1930 годов был директором ЦНИИ сахарной промышленности (с 1930 года — научный руководитель). В 1930 году оставил должность ректора МХТИ; с 1933 года заведовал кафедрой Процессы и аппараты химических технологий. С сентября 1936 года — профессор и заместитель директора Московского института химического машиностроения.
С 1935 года был председателем Научно-технического общества сахарной промышленности; с 1936 года он был также заместителем председателя Всесоюзного комитета по делам высшей школы при СНК СССР.
Был арестован по ложному обвинению 23 августа 1938 года и по приговору Военной коллегии Верховного суда СССР от 2 апреля 1939 года осуждён на 10 лет ИТЛ (ст. 58, п. 7, 11; «вредительство, участие в контрреволюционной организации»).
Умер в заключении 26 марта 1941 года в Московской области. Посмертно реабилитирован.

## Вклад в науку
- Один из создателей химической технологии как науки.
- Научные основы сахарорафинадного производства:
  - разработал метод расчета многокорпусных выпарных установок, используемых не только в сахарном, но и в других химических производствах;
  - опубликовал первые труды по автоматизации сахарной промышленности;
  - предложил оригинальные технологии производства свекловичного сахара с применением вымораживания воды из сока (вместо более энергоемкого выпаривания).
- В качестве ректора МХТИ им. Д. И. Менделеева провёл реорганизацию преподавания:
  - усилил общеинженерные и общетеоретические учебные дисциплины;
  - пригласил известных специалистов, которые вели в МХТИ педагогическую и научно-исследовательскую деятельность.

## Место жительства
- 1-я пол. 1910-х — Плетешковский переулок, 10;
- 2-я пол. 1910-х — Немецкая улица, 13, (ныне Бауманская улица, 43);
- 1-я пол. 1920-х — Софийская набережная, 8;
- сер. 1920-х — Чистопрудный бульвар, 3;
- кон. 1920-х — посёлок Сокол, 48[2].

## Рекомендуемая литература
- ЦИАМ Ф. 372. — Оп. 3. — Д. 1238 (студенческое дело, 1900 г.: Тищенко Иван Александрович)
- ЦИАМ. Ф. 102. — Оп. 1910. — Д. 59. Л. 130 (справка о политической неблагонадёжности Тищенко, 1910)